# Paolo Tagliavento
Paolo Tagliavento  (Terni, Italia; 19 de septiembre de 1972) es un árbitro italiano de categoría FIFA. Desde 2007 ha oficiado internacionales.

## Historia
Tagliavento ha sido árbitro de la Serie A desde 2004 y el 8 de diciembre de 2010 debutó como árbitro en Liga de Campeones de la UEFA en el partido que enfrentó al Arsenal F. C. y el Partizán de Belgrado.